# Euptilon decipiens
Euptilon decipiens är en insektsart som först beskrevs av Banks 1935.  Euptilon decipiens ingår i släktet Euptilon och familjen myrlejonsländor. Inga underarter finns listade i Catalogue of Life.